# Крозет (Вірджинія)
Крозет (англ. Crozet) — переписна місцевість (CDP) в США, в окрузі Албемарл штату Вірджинія. Населення — 9224 особи (2020).

## Географія
Крозет розташований за координатами 38°3′54″ пн. ш. 78°41′49″ зх. д. / 38.06500° пн. ш. 78.69694° зх. д. (38.064920, -78.696960).  За даними Бюро перепису населення США в 2010 році переписна місцевість мала площу 11,52 км², з яких 11,44 км² — суходіл та 0,07 км² — водойми.

## Демографія
Згідно з переписом 2010 року, у переписній місцевості мешкало 5565 осіб у 2119 домогосподарствах у складі 1522 родин. Густота населення становила 483 особи/км².  Було 2229 помешкань (194/км²).
Расовий склад населення:
| - 90,2 % — білих - 4,1 % — чорних або афроамериканців - 3,3 % — азіатів - 0,1 % — корінних американців |

До двох чи більше рас належало 1,8 %. Частка іспаномовних становила 3,1 % від усіх жителів.
За віковим діапазоном населення розподілялося таким чином: 29,8 % — особи молодші 18 років, 58,3 % — особи у віці 18—64 років, 11,9 % — особи у віці 65 років та старші. Медіана віку мешканця становила 38,3 року. На 100 осіб жіночої статі у переписній місцевості припадало 87,8 чоловіків;  на 100 жінок у віці від 18 років та старших — 86,9 чоловіків також старших 18 років.
Середній дохід на одне домашнє господарство  становив 91 114 долари США (медіана — 83 886), а середній дохід на одну сім'ю — 110 066 доларів (медіана — 101 471). Медіана доходів становила 61 078 доларів для чоловіків та 44 226 доларів для жінок. За межею бідності перебувало 6,4 % осіб, у тому числі 3,8 % дітей у віці до 18 років та 14,7 % осіб у віці 65 років та старших.
Цивільне працевлаштоване населення становило 3305 осіб. Основні галузі зайнятості: освіта, охорона здоров'я та соціальна допомога — 40,2 %, науковці, спеціалісти, менеджери — 11,4 %, мистецтво, розваги та відпочинок — 9,4 %, фінанси, страхування та нерухомість — 7,6 %.

## Відомі жителі
- Мухаммед Алі — боксер, володів фермою за межами Крозет.
- Ріта Мей Браун — письменниця, активістка.